# Real Love (The Beatles)
Real Love è il 16° EP dei Beatles pubblicato nel 1996.

## Tracce
1. Real Love – 3:53 (Lennon, con il contributo di McCartney, Harrison, Starkey)
2. Baby's in Black – 3:01 (Lennon, McCartney)
3. Yellow Submarine – 2:49 (Lennon, McCartney)
4. Here, There and Everywhere – 2:25 (Lennon, McCartney)

## Brani

### Real Love
Il brano Real Love è stato pubblicato anche sull'Anthology 2. Come Free as a Bird, Real Love è uno dei brani che Lennon aveva registrato come demo casalinghi nella seconda metà degli anni settanta, quando si era ritirato dalle scene musicali per stare con il figlio Sean. A differenza di Free as a Bird questo brano era già parzialmente noto ed era stato incluso, in una versione con solo Lennon alla chitarra acustica, nella colonna sonora del film Imagine: John Lennon.

#### Formazione
- John Lennon - voce, pianoforte
- Paul McCartney - voce, cori, basso elettrico, contrabbasso, chitarra acustica, sintetizzatore, percussioni
- George Harrison - cori, chitarra solista, chitarra acustica, percussioni
- Ringo Starr - batteria, percussioni
- Jeff Lynne - cori, chitarra elettrica

### Baby's in Black
Brano originariamente pubblicato nell'album Beatles for Sale (1964); questa versione è precedentemente inedita poiché fu registrata dal vivo in concerto all'Hollywood Bowl il 30 agosto 1965 ma non compare sull'album The Beatles at the Hollywood Bowl (1977) che è tratto dallo stesso concerto e da uno dell'anno prima nello stesso luogo.

#### Formazione
- John Lennon - voce, chitarra ritmica
- Paul McCartney - voce, basso elettrico
- George Harrison - chitarra solista
- Ringo Starr - batteria

### Here, There and Everywhere
La versione qui pubblicata è un mix tra il nastro 7, con la voce di McCartney, e con i cori del nastro 13. Compaiono anche le chitarre acustiche e la batteria.

#### Formazione
- Paul McCartney - voce, chitarra acustica
- George Harrison - cori
- John Lennon - cori
- Ringo Starr - batteria

### Yellow Submarine
Questa versione differisce da quella pubblicata per la presenza di un breve monologo parlato, che venne eliminato in fase di montaggio.

#### Formazione
- Ringo Starr - voce, batteria
- George Harrison - seconda voce, tamburello
- Paul McCartney - seconda voce, basso elettrico
- John Lennon - chitarra ritmica acustica
- Mal Evans - cori, grancassa
- Neil Aspinall - cori
- George Martin - cori
- Geoff Emerick - cori
- Pattie Boyd - cori
- Brian Jones - cori
- Marianne Faithfull - cori
- Alf Bicknell - cori